# دریاچه موتوسو
دریاچه موتوسو (به لاتین: Lake Motosu) یک دریاچه طبیعی و منطقهٔ مسکونی در ژاپن است که در فوجیکاواگوچیکو، یاماناشی واقع شده‌است.